# Dealul Coșna
Dealul Coșna (784,3 m altitudine maximă) este o structură anticlinală care face parte  din Munții Nemira. Lupta dusă în Primul Război Mondial în anul 1917 pentru stăpânirea acestei înălțimi (lupta de la Coșna) a reprezentat unul dintre momentele cheie ale celei de-a treia Bătălii de la Oituz.
Obiective locale de interes

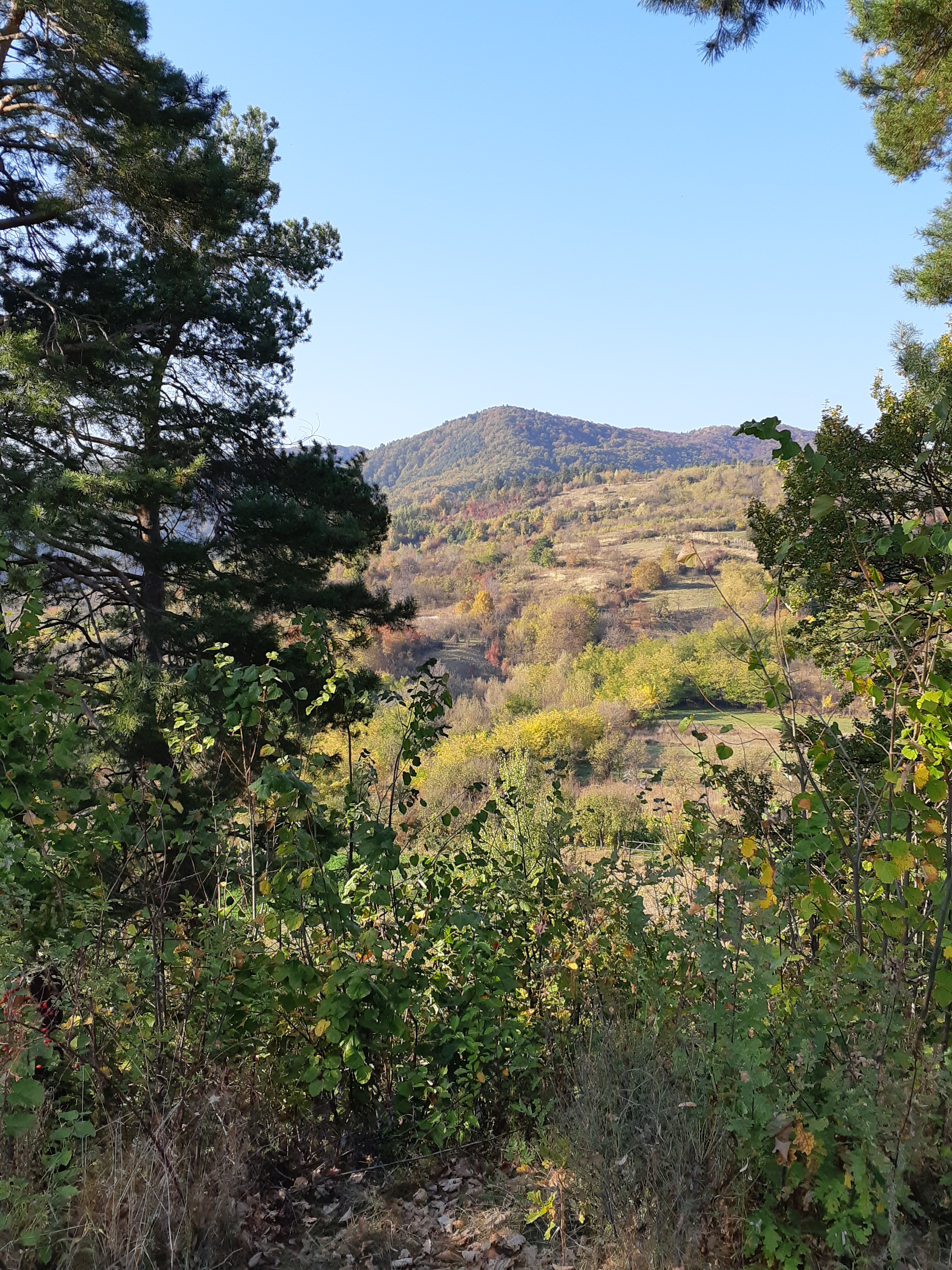
O porţiune din dealul Coşna, astfel cum se vede de la locul unde se află Monumentul Eroilor Cavaleriști din Primul Război Mondial

- Monumentul Eroilor Cavaleriști din Primul Război Mondial,[2] la cota 383 de pe valea Oituzului.[3]
- Monumentul eroului grenadier „Constantin Mușat”.[4]
- Ansamblul Monumental.[5]
- Monumentul Vânătorilor de munte.[4]